# Gilles Lacarry
 (février 2022).
Pour les articles homonymes, voir Lacarry (homonymie).
Gilles Lacarry, né en 1605 dans le diocèse de Castres et mort le 21 juillet 1684 à Clermont-Ferrand, est un jésuite, enseignant, historien et érudit français.

## Biographie
Né en 1605, dans le diocèse de Castres, Gilles Lacarry fut chargé de l’enseignement de la rhétorique, puis de la philosophie et de la théologie. Il fut fait ensuite recteur du collège de Cahors, qu’il administra pendant un grand nombre d’années, avec autant de zèle que de succès. Il se retira vers la fin de sa vie à Clermont-Ferrand, où il continua de partager son temps entre l’étude et la pratique de ses devoirs. II mourut en cette ville le 21 juillet 1684, dans sa 79e année.

## Œuvres
- Historia romana a Jul. Cæsare ad Constantinum magnum per numismata, Clermont, 1671, in-4°. L’introduction contient des remarques sur les médailles anciennes, dont le P. Lacarry regardait la connaissance comme nécessaire à l’explication de plusieurs passages des Saintes Écritures.
- Historia Galliarum sub præfectis pratorii Galliarum, ibid., 1672, in-4°. Cette histoire est succincte, mais fort estimée. L’auteur, après avoir déterminé les différentes divisions qu’éprouvèrent successivement les Gaules sous l’empire des Romains, donne l’histoire chronologique des préfets chargés de leur administration, depuis Jules César jusqu’à l’an 536.
- Epitome historiæ regum Franciæ ex D. Petavio excerpta, ibid. , 1672, in-4°. On trouve à la fin la Relation de l’expédition de Louis XIV contre les Hollandais en 1672.
- Historia christiana imperatorum, consulum et præfectorum prætorii Orientis, Ilaliæ, Illyrici et Galliarum, etc., ibid., 1675, in-4°. L’auteur y a inséré l’Abrégé de Rufius Festus, avec des notes.
- Historia coloniarum a Gallis in exteras nationes missarum, tum exterarum nationum coloniæ in Gallias deductæ, etc., ibid., 1677, in-4°. Cet ouvrage curieux et intéressait est divisé en cinq livres : dans le premier, l’auteur traite successivement des colonies fondées par les Gaulois en Allemagne, en Pologne, dans la Poméranie, la Prusse, la Lituanie, la Livonie et une partie de la Russie ; dans le second, des colonies qu’ils ont envoyées en Italie ; dans le troisième, de celles qu’ils ont établies en Espagne, dans la Grande-Bretagne, la Dalmatie, la Pannonie, la Thrace et l’Asie. Le quatrième livre traite des colonies fondées dans les Gaules par les Phocéens, les Rhodiens, les Romains, les Burgondes, les Wisigoths, les Bretons et les Basques. Dans le cinquième livre, le P. Lacarry examine l’origine des Francs, et s’attache à prouver que ce peuple, sorti d’abord des Gaules pour s’établir en Pannonie, en est revenu pour habiter le pays de ses ancêtres ; cette opinion a été réfutée par Dom Vaissète, dans sa Dissertation sur l’origine des Français, etc., Paris, 1722, in-12. Le P. Lacarry a consacré le cinquième chapitre à des recherches sur les commencements de la première race, et particulièrement sur les règnes de Clotaire III, Childéric II, et Thierry, leur frère, dont il fixe l’époque et la durée ; enfin, il finit par l’examen de la loi salique. Il a fait précéder son ouvrage de La Germanie de Tacite, dont il avait déjà donné une édition séparée avec des notes géographiques et historiques : elles sont estimées, et Justus Christoph Dithmar les a reproduites dans son édition.
- Deux Dissertations dans lesquelles on cherche à fixer l’époque où ont vécu Géraud d'Aurillac, et St-Robert, comte d’Auvergne, Clermont, 1674, in-4° ;
- De primo et ultimo anno regis Hugonis Capeti, atque de anno mortis Roberti ejus filii, ibid., 1680, in-4° ;
- une bonne édition de l’Histoire de Velleius Paterculus, avec des notes ; un Éloge en latin du Dauphin, depuis Louis XIV, et une Vie abrégée de François d’Estaing[1]. II a laissé en manuscrit une Histoire du Code de l’empereur Justinien, dont le P. Sotwel annonçait, dès 1676, la publication prochaine, mais qui n’a point paru.